# Osteodes semispurcata
Osteodes semispurcata là một loài bướm đêm trong họ Geometridae.